# Ohrazenice (district de Semily)
Pour les articles homonymes, voir Ohrazenice.
Ohrazenice (en allemand : Wochrasenitz) est une commune du district de Semily, dans la région de Liberec, en République tchèque. Sa population s'élevait à 1 126 habitants en 2021.

## Géographie
Ohrazenice se trouve à 3 km au nord-ouest du centre de Turnov, à 15 km à l'ouest de Semily, à 20 km au sud-sud-est de Liberec et à 76 km au nord-est de Prague.
La commune est limitée par Paceřice et Jenišovice au nord, par Turnov à l'est, par Přepeře au sud, et par Lažany à l'ouest.

## Histoire
La première mention écrite de la localité date de 1543.

## Transports
Par la route, Ohrazenice se trouve à 3 km du centre de Turnov, à 21 km de Semily, à 28 km de Liberec et à 89 km de Prague.
Sur le territoire de la commune se trouve un échangeur autoroutier reliant l'autoroute D10 venant de Prague aux voies express R35/E442 vers Liberec et R10-35 / E442/E465 vers Turnov.

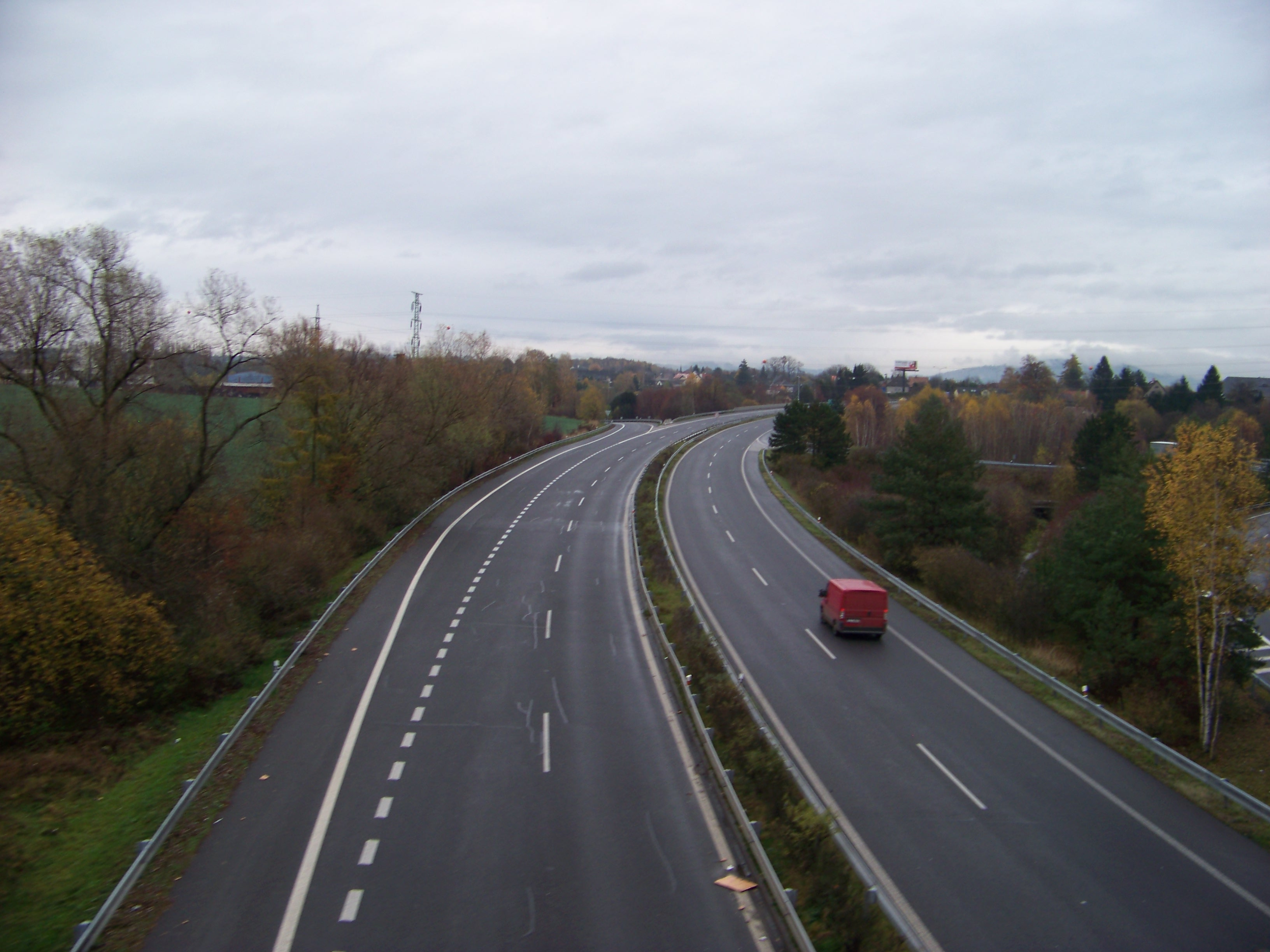
Voie express R10.